# 화학물질안전원
화학물질안전원(化學物質安全院)은 화학사고와 테러의 예방, 대비·대응 및 복구에 관한 사무를 관장하는 대한민국 환경부의 소속기관이다. 2013년 9월 12일 발족하였으며, 충청북도 청주시 흥덕구 오송읍 오송생명11로 270에 위치하고 있다. 원장은 고위공무원단 나등급에 속하는 일반직 또는 연구직공무원으로 보한다.

## 직무
- 보안·문서·인사·관인 관리·예산·결산 및 회계에 관한 사항
- 화학사고·테러 발생 시 현장 대응, 복구 지원
- 화학사고·테러 장비 운용
- 화학사고·테러 대응 관련 매뉴얼 정비
- 화학사고 대응정보시스템 구축·운영·연계
- 화학물질 종합정보시스템 및 사고이력 정보시스템의 구축·운영
- 화학물질 통계 조사·분석 및 배출량 조사·분석
- 화학물질 취급업체 및 물질안전 정보 데이터베이스 구축
- 화학사고·테러 현장 주민건강 및 환경영향 정밀조사 지원
- 화학사고·테러 현장 주민건강 및 환경영향조사 기법·지침 개발
- 화학물질 안전관리 관련 정책·기술 연구
- 화학물질 및 취급시설별 특화된 화학사고 예방·대응 연구
- 유해화학물질 진열량·보관량 제한 및 운반에 관한 사항
- 장외영향평가서 및 위해관리계획서 검토
- 사고대비물질 지정
- 화학물질 취급시설의 배치·설치 및 관리 기준, 유지보수 요령 및 절차 매뉴얼 마련
- 화학사고·테러 관련 교육·훈련
- 화학사고·테러 표준교육 프로그램 개발 및 국제인증
- 화학사고·테러 관련 보호 및 방제장비 연구개발
- 화학물질 취급시설 공정안전기술 및 사고방지기술 연구개발
- 화학물질 현장탐지 및 정밀분석 기술 개발·고도화
- 화학사고·테러 관련 화학물질 추적연구
- 24시간 화학사고·테러 비상상황실 운영
- 화학물질 사이버감시단 운영 및 불법 유통 감시
- 화학사고·테러 관련 국제기구·단체 및 개발도상국과의 협력

## 연혁
- 2013년 9월 12일: 환경부 소속으로 화학물질안전원 설치.
- 2018년 9월 1일: 책임운영기관으로지정.

## 조직

### 원장
- 기획운영과[1]
- 사고예방심사제1과[2]
- 사고예방심사제2과[2][3]
- 사고총괄훈련과[2]

## 같이 보기
- 한국화학연구원
- 한국화학융합시험연구원
- 대한화학회
- 한국화학물질관리협회